# Veronika Vařeková
Veronika Vařeková, v anglických médiích uváděná také jako Veronica Varekova (* 19. června 1977 Olomouc) je česká topmodelka žijící ve Spojených státech amerických.

## Biografie

### Mládí
Narodila se v Olomouci, odkud se v devatenácti letech přestěhovala s partnerem do New Yorku, aby studovala historii umění na The Parsons School of Design, ale po několika měsících se rozhodla podepsat kontrakt s modelingovou agenturou Next Models Management, když byla oslovena agentem v restauraci a zvolila si kariéru modelky.

### Modeling
Objevila se na titulních stranách řady časopisů včetně Vogue, Marie Claire, Elle nebo Cosmopolitanu. Ve vydáních magazínu Sports Illustrated Swimsuit Issue byla k roku 2011 nafocená celkově osmkrát, v letech 1999–2002 a 2004–2007. Na titulní straně pak v roce 2004. Jedná se o plavkovou edici časopisu Sports Illustrated, která je vydávána jednou do roka.
Spolupracovala se světově známými fotografy jako jsou Patrick Demarchelier, Gilles Bensimon, Ellen Von Unsworthová, Greg Kadel a Peter Lindbergh. Účastnila se reklamních kampaních například pro firmy Gap, Chanel, Guess, Nivea, Escada, Chopard, Pantene, Ungaro, Patek Philip, Hublot a Victoria's Secret. Jako host vystoupila v televizních talk show u Jay Lena, Jimmyho Kimmela či Charlieho Rose.
V roce 2008 v rámci cesty s týmem nadace African Wildlife Foundation dosáhla vrcholu Kilimandžára. Podílí se na dobročinných akcích. Byla jmenována velvyslankyní dobré vůle. Dlouhodobě spolupracuje na projektu SOS dětských vesniček a podporuje Ústav pro kojence v Olomouci.

### Soukromý život
V letech 2004–2006 byla manželkou českého hokejisty Petra Nedvěda. Svatba proběhla v katedrále svatého Víta, Václava a Vojtěcha. V roce 2007 měla vztah s Lapem Elkannem, dědicem automobilové společnosti FIAT.